# Mount Pleasant (Iowa)
Mount Pleasant és una població dels Estats Units a l'estat d'Iowa. Segons el cens del 2000 tenia 8.751 habitants.

## Demografia
Segons el cens del 2000, Mount Pleasant tenia 8.751 habitants, 3.119 habitatges, i 1.940 famílies. La densitat de població era de 439,4 habitants/km².
Dels 3.119 habitatges en un 31,4% hi vivien nens de menys de 18 anys, en un 49,3% hi vivien parelles casades, en un 9,9% dones solteres, i en un 37,8% no eren unitats familiars. En el 33,2% dels habitatges hi vivien persones soles el 14,3% de les quals corresponia a persones de 65 anys o més que vivien soles. El nombre mitjà de persones vivint en cada habitatge era de 2,34 i el nombre mitjà de persones que vivien en cada família era de 3,01.
Per edats la població es repartia de la següent manera: un 22,5% tenia menys de 18 anys, un 11,6% entre 18 i 24, un 31,5% entre 25 i 44, un 20,2% de 45 a 60 i un 14,1% 65 anys o més.
L'edat mediana era de 36 anys. Per cada 100 dones de 18 o més anys hi havia 113,6 homes.
La renda mediana per habitatge era de 35.558 $ i la renda mediana per família de 46.063 $. Els homes tenien una renda mediana de 31.524 $ mentre que les dones 22.628 $. La renda per capita de la població era de 16.824 $. Entorn del 8,3% de les famílies i el 10,2% de la població estaven per davall del llindar de pobresa.

## Poblacions més properes
El següent diagrama mostra les poblacions més properes.